# Charles-Daniel Bourcart

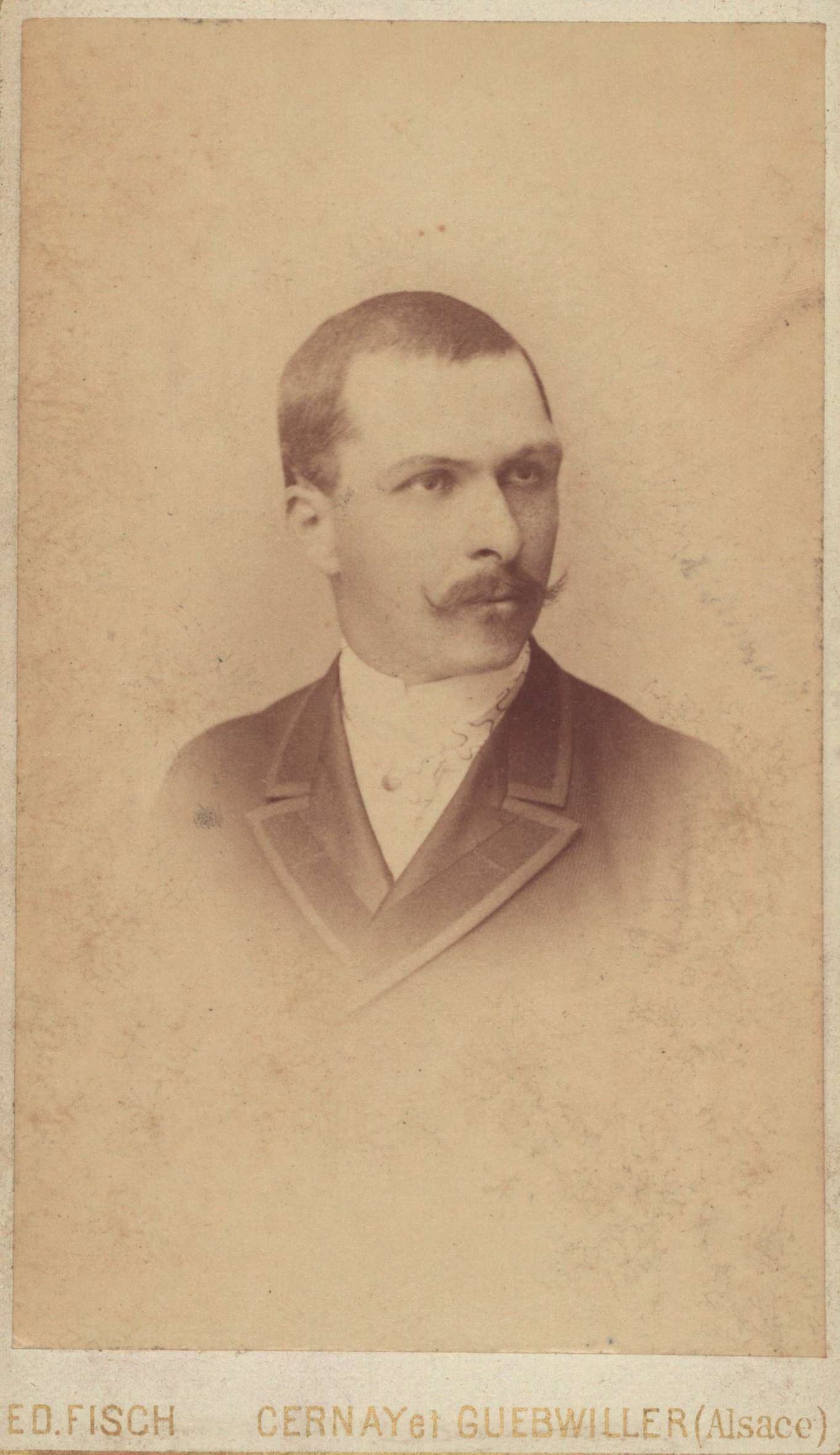
Charles Daniel Bourcart (1888?)

Charles-Daniel Bourcart (* 20. Mai 1860 in Guebwiller, Elsass; † 31. Mai 1940 in Basel) war ein Schweizer Diplomat.

## Leben

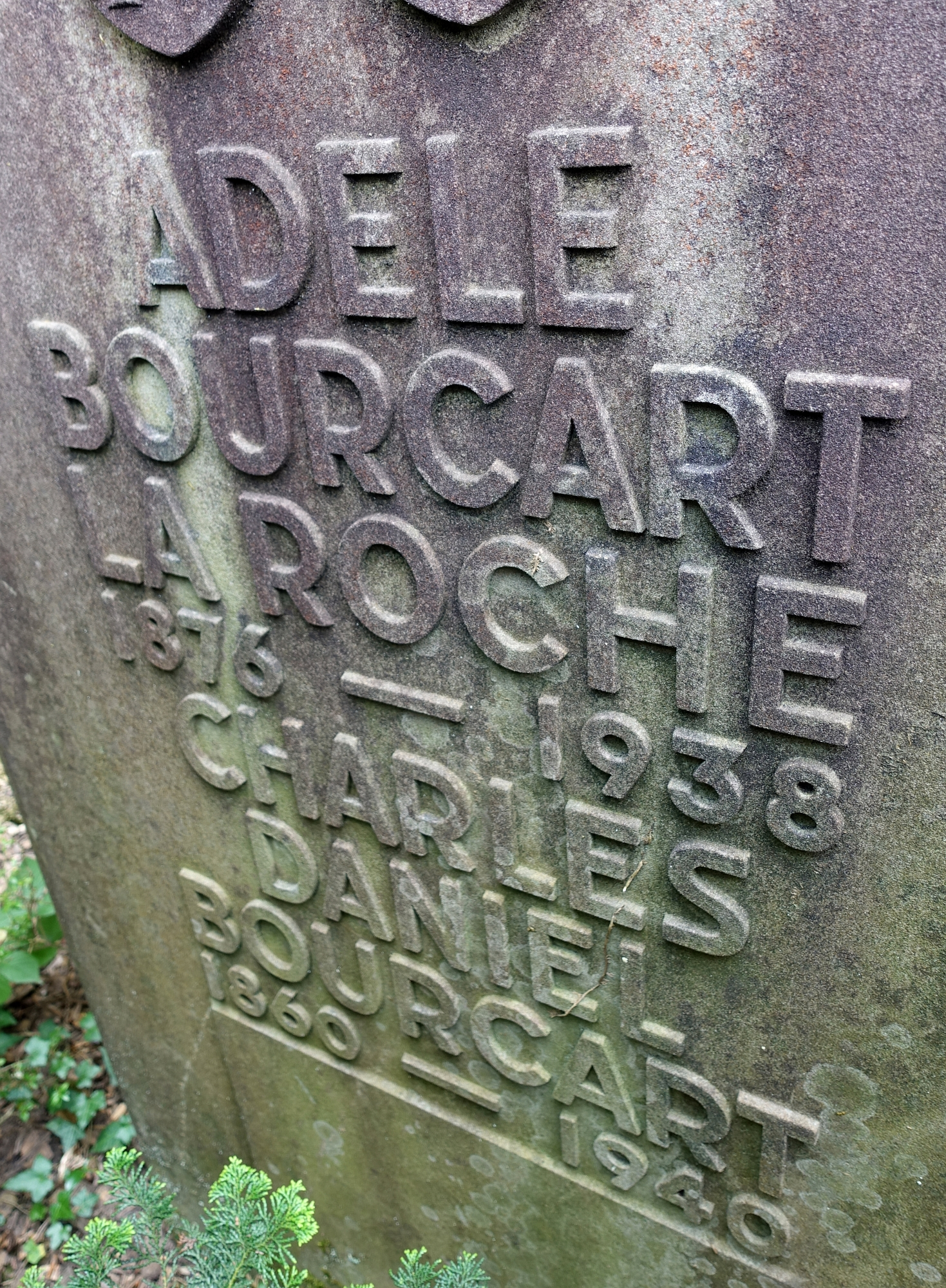
Grab auf dem Friedhof am Hörnli

Bourcart, Sohn des aus dem Elsass stammenden Industriellen Charles Bourcart-Grosjean, lebte seit 1871 mit seinen Eltern in Basel und absolvierte nach dem Schulbesuch ein Studium der Rechtswissenschaften an der Universität Basel sowie der Universität Leipzig. 1883 legte er an der Universität Leipzig seine Promotion zum Dr. jur. ab.  Im Anschluss trat er im Oktober 1883 in den diplomatischen Dienst ein. Er war zunächst bis 1884 Gesandtschaftsattaché sowie danach von 1884 bis 1889 Gesandtschaftssekretär an der Gesandtschaft in Frankreich, ehe er zuletzt zwischen 1889 und 1891 Legationsrat an der Gesandtschaft in Frankreich war.
Am 20. Februar 1891 wechselte Bourcart als Generalkonsul und Geschäftsträger im Vereinigten Königreich und war dort im Anschluss vom 7. Februar 1896 bis zum 20. Dezember 1899 als Ministerresident Schweizer Vertreter, ehe ihm am 21. Dezember 1899 der Titel als erster Gesandter im Vereinigten Königreich akkreditiert wurde. Er bekleidete diesen Posten bis November 1902 und wurde daraufhin durch Gaston Carlin abgelöst. Er selbst lehnte seine Ernennung zum Gesandten in den USA ab, wo er Nachfolger von Giovanni Battista Pioda werden sollte, und schied aus dem diplomatischen Dienst aus. Daraufhin war er Präsident und aktives Mitglied verschiedener kultureller und wohltätiger Organisationen in Basel und war des Weiteren Richter am Zivilgericht von Basel.
Im März 1912 kehrte Bourcart in den diplomatischen Dienst zurück und war zuerst zwischen 1912 und 1914 Sekretär des Aussenministeriums, dem Eidgenössischen Politischen Departement, und im Anschluss dort 1915 kurzzeitig Chef einer Abteilung. Am 12. Januar 1915 löste er Joseph Choffat als Gesandter in Österreich und verblieb bis zum 31. Dezember 1915 auf diesem Posten, woraufhin Maximilian Jaeger sein dortiger Nachfolger wurde.
Bourcart war zweimal verheiratet, und zwar in erster Ehe mit Louise Elisabeth Burckhardt sowie in zweiter Ehe mit Adelheid Charlotte La Roche. Sein Sohn  Charles Edouard Bourcart war Bankmanager und unter anderem Gesellschafter beim Privatbankier E. Gutzwiller & Cie. Banquiers sowie 1941 Mitgründer von Staehelin & Bourcart.
Charles-Daniel Bourcart fand seine letzte Ruhestätte auf dem Friedhof am Hörnli.